# Jean-François Moulin
Pour les articles homonymes, voir Moulin (homonymie).
Jean-François Moulin, né à Caen, le 14 mars 1752 et mort à Pierrefitte-sur-Seine (Seine-Saint-Denis) le 12 mars 1810, est un général de la Révolution française et directeur français. Il est ensuite baron d’Empire en 1809.

## Biographie
Fils d’un épicier, Jean-François Moulin fit de bonnes études au collège des Jésuites de Caen avant de s’engager en 1768, dans l’armée où il ne sert que sept mois, au régiment de Bretagne. En 1770 il entre comme géographe aux Ponts et Chaussées et est employé sur les côtes de Saint-Malo à Calais. Après avoir été employé dans les généralités de Normandie et de Picardie, il devient ingénieur à l’intendance de Paris.
Son emploi ayant été supprimé dès les premiers jours de la Révolution, Moulin prend le parti des armes.
Volontaire dans la Garde nationale parisienne, bataillon de Sainte-Opportune le 13 juillet 1789, il devient sergent-major puis lieutenant. En juillet 1791 il est nommé adjudant à l'état-major des trois bataillons de volontaires de Paris. Il passe adjudant-major au bataillon de Sainte-Opportune et devient adjudant-général de la garde parisienne le 10 août 1792.
Il est adjudant-général chef de bataillon surnuméraire à l'armée des Côtes de Brest le 8 mars 1793. Dans les départements de l’Ouest, il seconde les efforts des généraux Duhoux et Menou pour repousser les attaques de l’armée vendéenne contre Saumur le 10 juin 1793. Son jeune frère, Jean-Baptiste Moulin, qui se bat également contre eux, préfère se suicider le 8 février 1794 plutôt que de tomber entre les mains des troupes vendéennes. Après la prise de Saumur par les troupes royalistes, il assure la retraite des bagages, et à la tête d’une quarantaine d’hommes seulement, arrête pendant près de six heures les Vendéens qui poursuivent l’armée républicaine fuyant dans le plus grand désordre. Le 18 juillet suivant il ne se distingue pas moins à Vihiers, où les Vendéens ont l’avantage mais le 5 août, il prend une brillante revanche au combat de Doué livré par Rossignol, et fait éprouver des pertes considérables aux royalistes. Ce succès lui fait obtenir le grade de général de brigade le 5 août 1793 et le commandement des Ponts-de-Cé, d’où il passe peu après à celui de Saumur que menacent encore les Vendéens. Il fait alors élever à Saint-Florent-sur-Loire des fortifications dont il trace lui-même les plans.
Le 28 novembre 1793 il est nommé général de division et participe à la bataille du Mans où il fait prisonniers 1 200 Vendéens. Moulin ayant libéré peu de temps après ces hommes que le sort des armes a mis entre ses mains, il n’en faut pas tant pour provoquer le courroux du proconsul de Nantes Carrier, qui écrit à la fin de la virée de Galerne :

« Il n’y a que très peu de brigands qui aient pu passer la Loire. Il n’en eût pas échappé un seul sans les ordres du général Moulin qui s’est avisé de donner des passeports pour les autoriser à rentrer chez eux. Je viens faire partir l’ordre d’arrêter ce général vraiment coupable. »

Le 27 avril 1794 il est nommé général en chef de l’armée des côtes de Brest en remplacement du général Rossignol, mais Carrier le fait arrêter au milieu de son camp et conduire dans les prisons de cette ville. Le général ne doit sa mise en liberté en 1794 qu’aux réclamations de son corps d’armée et à l’intervention des représentants Bourbotte et Francastel. Le comité de salut public le renomme peu après général en chef. Le 8 octobre 1794 il est appelé au commandement de l’armée des Alpes qu'il rejoint le 1er décembre 1794. Après avoir hiverné dans ces montagnes, il bat les troupes piémontaises au Col du Mont, au Montgenèvre et au village de Malchaussée, au pied du Mont Cenis, mais une maladie le contraint à revenir à Paris.
Moulin est ensuite nommé, pour raisons de santé, gouverneur de Lyon le 7 octobre 1795, puis en 1796, de Strasbourg, où il garantit les places de l’Alsace que les Autrichiens menacent de leurs attaques. Il se porte le 18 septembre sur Kehl contre le général Franz Petrasch, et parvient à ressaisir quelques postes déjà enlevés par l’ennemi. Le Directoire le rappelle à Paris et lui confie le 9 octobre 1797, le commandement en chef des troupes françaises en République batave.
Cependant, avant son départ pour ce pays, Moulin est nommé commandant de la 17e division militaire, alors stationnée dans la capitale. Ce poste est pénible, sous un gouvernement qui, dépourvu d’ascendant pour dominer les partis, y suppléait par des coups d’État et des mesures de réaction. Le 8 octobre 1798, il succède comme général en chef de l’armée d’Angleterre à Kilmaine et combat les Chouans, puis les paysans belges insurgés, à la tête de son armée.
Tous ces services lui ouvrent les portes du Luxembourg après la journée du 30 prairial, qui exclut du Directoire les Directeurs conservateurs Treilhard, Merlin de Douai et La Révellière-Lépaux. Le 20 juin 1799 il est nommé Directeur en remplacement de La Révellière-Lépeaux. Peu propre à ces fonctions, étranger à l’esprit de coterie, dédaigné par Sieyès, négligé par Barras, le général républicain suit la ligne de conduite de son collègue Gohier. Lorsque Bonaparte revient d’Égypte, Moulin l’engage à aller reprendre le commandement de l’armée d’Italie pour en faire peut-être l’instrument militaire du gouvernement, mais déjà celui-ci a confié à Sieyès les projets du coup d’État qu’il veut opérer, et Sieyès est entré dans ses vues.
Le 18 brumaire, Moulin et Gohier, privés de tout moyen d’exécution, tombent isolés par la défection et la force. Tous deux s’élèvent avec chaleur contre les mesures qui ont été prises, ne contestent pas au Conseil des Anciens le droit d’ordonner la translation du corps législatif à Saint-Cloud mais démontrent que son décret viole la constitution dans ses dispositions relatives à la force publique.
Bonaparte les engage vainement à se joindre à lui ou à donner leur démission. Gohier et Moulin refusent énergiquement. Moulin, qui a proposé de s’emparer de Bonaparte et de le faire fusiller, rentre au palais directorial et rédige une adresse aux deux conseils, réclamant le concert, invoquant le courage des représentants pour le maintien de la constitution jurée, et promettant de se rendre le lendemain à Saint-Cloud. Mais dans l’intervalle, Bonaparte le place, avec Gohier, au palais du Luxembourg sous une surveillance plus active que celle qu’il a déjà prescrite.
Moreau lui-même annonce à Moulin l’ordre qu’il a reçu de le garder à vue dans ses appartements. « Et c’est vous général, lui répondit-il, qui faites les fonctions d’un gendarme », lui répond le Directeur. En même temps, il lui fait signe de passer dans son antichambre. Moulin parvient cependant le surlendemain à se soustraire à la surveillance de Moreau et à s’échapper. C'est le dernier acte de sa vie politique. Après avoir vécu quelque temps à la campagne, il reprend du service sous l’Empire et devient en 1807 commandant de la place d’Elbing, et, peu après, passe au même titre à Anvers, Mayence, Mézières et Augsbourg. Il est fait officier de la Légion d'honneur le 10 mai 1807. Il est créé baron de l’Empire le 15 août 1809.
Sa santé l’ayant obligé à revenir en France en mars 1810, il meurt peu après.

« Moulin, général de division, n’avait pas fait la guerre ; il sortait des Gardes-Françaises, et avait reçu son avancement dans l’armée de l’intérieur. C’était un homme patriote, chaud et droit. »

— Napoléon Ier

## Hommages
- L'ancienne route de Bayeux de Caen fut rebaptisée rue Général Moulin [3], aujourd'hui rue du Général Moulin[4].
- Une rue porte son nom à Pierrefitte-sur-Seine, où il est inhumé au cimetière communal.